# メイン州選出のアメリカ合衆国上院議員
メイン州選出のアメリカ合衆国上院議員は、メイン州から選出されたアメリカ合衆国上院議員である。6年毎に改選される。
メイン州は、1820 年3月15日に連邦に加わった。同州の上院議員は第1部及び第2部に属す。現在のメイン州選出の上院議員はアンガス・キングおよびスーザン・コリンズである。

## 上院議員一覧
| 第1部 第1部の上院議員は西暦年を6で除算したときの剰余が1と等しい年が任期末である。最近では1994年, 2000年, 2006年,2012年、2018年に改選されている。次の選挙は2024年を予定している。 | 第1部 第1部の上院議員は西暦年を6で除算したときの剰余が1と等しい年が任期末である。最近では1994年, 2000年, 2006年,2012年、2018年に改選されている。次の選挙は2024年を予定している。 | 第1部 第1部の上院議員は西暦年を6で除算したときの剰余が1と等しい年が任期末である。最近では1994年, 2000年, 2006年,2012年、2018年に改選されている。次の選挙は2024年を予定している。 | 第1部 第1部の上院議員は西暦年を6で除算したときの剰余が1と等しい年が任期末である。最近では1994年, 2000年, 2006年,2012年、2018年に改選されている。次の選挙は2024年を予定している。 | 第1部 第1部の上院議員は西暦年を6で除算したときの剰余が1と等しい年が任期末である。最近では1994年, 2000年, 2006年,2012年、2018年に改選されている。次の選挙は2024年を予定している。 | 第1部 第1部の上院議員は西暦年を6で除算したときの剰余が1と等しい年が任期末である。最近では1994年, 2000年, 2006年,2012年、2018年に改選されている。次の選挙は2024年を予定している。 | 議会                             | 第2部 第2部の上院議員は西暦年を6で除算したときの剰余が3と等しい年が任期末である。最近では1996年, 2002年, 2008年, 2014年、2020年に改選されている。次の選挙は2026年を予定している。 | 第2部 第2部の上院議員は西暦年を6で除算したときの剰余が3と等しい年が任期末である。最近では1996年, 2002年, 2008年, 2014年、2020年に改選されている。次の選挙は2026年を予定している。 | 第2部 第2部の上院議員は西暦年を6で除算したときの剰余が3と等しい年が任期末である。最近では1996年, 2002年, 2008年, 2014年、2020年に改選されている。次の選挙は2026年を予定している。 | 第2部 第2部の上院議員は西暦年を6で除算したときの剰余が3と等しい年が任期末である。最近では1996年, 2002年, 2008年, 2014年、2020年に改選されている。次の選挙は2026年を予定している。 | 第2部 第2部の上院議員は西暦年を6で除算したときの剰余が3と等しい年が任期末である。最近では1996年, 2002年, 2008年, 2014年、2020年に改選されている。次の選挙は2026年を予定している。 | 第2部 第2部の上院議員は西暦年を6で除算したときの剰余が3と等しい年が任期末である。最近では1996年, 2002年, 2008年, 2014年、2020年に改選されている。次の選挙は2026年を予定している。 |
| # | 氏名 | 所属政党 | 在職期間 | 選挙歴 | 任期 | 議会                             | 任期 | 選挙歴 | 在職期間 | 所属政党 | 氏名 | # |
| 1 | ジョン・ホームズ | 民主共和党 | 1820年6月13日 – 1827年3月3日 | 1820年選出 | 1 | 16                               | 1 | 1820年選出 | 1820年6月14日 – 1829年3月3日 | 民主共和党 | ジョン・チャンドラー | 1 |
| 1 | ジョン・ホームズ | 民主共和党 | 1820年6月13日 – 1827年3月3日 | 1821年選出 | 2 | 17                               | 1 | 1820年選出 | 1820年6月14日 – 1829年3月3日 | 民主共和党 | ジョン・チャンドラー | 1 |
| 1 | ジョン・ホームズ | クロウフォード 民主共和党 | 1820年6月13日 – 1827年3月3日 | 1821年選出 | 2 | 18                               | 2 | 1823年再選 引退 | 1820年6月14日 – 1829年3月3日 | クロウフォード 民主共和党 | ジョン・チャンドラー | 1 |
| 1 | ジョン・ホームズ | 反 ジャクソン党 | 1820年6月13日 – 1827年3月3日 | 1821年選出 | 2 | 19                               | 2 | 1823年再選 引退 | 1820年6月14日 – 1829年3月3日 | ジャクソン党 | ジョン・チャンドラー | 1 |
| 2 | アルビオン・パリス | ジャクソン党 | 1827年3月4日 – 1828年8月26日 | 1827年選出 メイン州最高司法裁判所判事就任のため辞職 | 3 | 20                               | 2 | 1823年再選 引退 | 1820年6月14日 – 1829年3月3日 | ジャクソン党 | ジョン・チャンドラー | 1 |
| 空席 | 空席 | 空席 | 1828年8月26日 – 1829年1月15日 | | 3 | 20                               | 2 | 1823年再選 引退 | 1820年6月14日 – 1829年3月3日 | ジャクソン党 | ジョン・チャンドラー | 1 |
| 3 | ジョン・ホームズ | 反 ジャクソン党 | 1829年1月15日 – 1833年3月3日 | パリスの任期を満了するため選出 | 3 | 20                               | 2 | 1823年再選 引退 | 1820年6月14日 – 1829年3月3日 | ジャクソン党 | ジョン・チャンドラー | 1 |
| 3 | ジョン・ホームズ | 反 ジャクソン党 | 1829年1月15日 – 1833年3月3日 | パリスの任期を満了するため選出 | 3 | 21                               | 3 | 1829年選出 辞職 | 1829年3月4日 – 1835年1月1日 | 反 ジャクソン党 | ピーレグ・スプレイグ | 2 |
| 3 | ジョン・ホームズ | 反 ジャクソン党 | 1829年1月15日 – 1833年3月3日 | パリスの任期を満了するため選出 | 3 | 22                               | 3 | 1829年選出 辞職 | 1829年3月4日 – 1835年1月1日 | 反 ジャクソン党 | ピーレグ・スプレイグ | 2 |
| 4 | イーサー・シェプリー | ジャクソン党 | 1833年3月4日 – 1836年3月3日 | 1832年 or 1833年選出 メイン州最高司法裁判所判事就任のため辞職 | 4 | 23                               | 3 | 1829年選出 辞職 | 1829年3月4日 – 1835年1月1日 | 反 ジャクソン党 | ピーレグ・スプレイグ | 2 |
| 4 | イーサー・シェプリー | ジャクソン党 | 1833年3月4日 – 1836年3月3日 | 1832年 or 1833年選出 メイン州最高司法裁判所判事就任のため辞職 | 4 | 23                               | 3 | | 1835年1月1日 – 1835年1月20日 | 空席 | 空席 | 空席 |
| 4 | イーサー・シェプリー | ジャクソン党 | 1833年3月4日 – 1836年3月3日 | 1832年 or 1833年選出 メイン州最高司法裁判所判事就任のため辞職 | 4 | 23                               | 3 | スプレイグの任期を満了するため選出 | 1835年1月20日 – 1841年3月3日 | ジャクソン党 | ジョン・ラグルズ | 3 |
| 4 | イーサー・シェプリー | ジャクソン党 | 1833年3月4日 – 1836年3月3日 | 1832年 or 1833年選出 メイン州最高司法裁判所判事就任のため辞職 | 4 | 24                               | 4 | 1835年再選 再選に失敗 | 1835年1月20日 – 1841年3月3日 | ジャクソン党 | ジョン・ラグルズ | 3 |
| 5 | ジューダ・ダナ | ジャクソン党 | 1836年3月4日 – 1837年3月3日 | シェプリーの任期を引き継ぐため任命 補欠選挙に敗北 or 後継選出時に引退 | 4 | 24                               | 4 | 1835年再選 再選に失敗 | 1835年1月20日 – 1841年3月3日 | ジャクソン党 | ジョン・ラグルズ | 3 |
| 6 | ロウエル・ウィリアムズ | 民主党 | 1837年3月4日 – 1843年2月15日 | シェプリーの任期を満了するため選出 | 4 | 25                               | 4 | 1835年再選 再選に失敗 | 1835年1月20日 – 1841年3月3日 | 民主党 | ジョン・ラグルズ | 3 |
| 6 | ロウエル・ウィリアムズ | 民主党 | 1837年3月4日 – 1843年2月15日 | 1839年再選 辞職 | 5 | 26                               | 4 | 1835年再選 再選に失敗 | 1835年1月20日 – 1841年3月3日 | 民主党 | ジョン・ラグルズ | 3 |
| 6 | ロウエル・ウィリアムズ | 民主党 | 1837年3月4日 – 1843年2月15日 | 1839年再選 辞職 | 5 | 27                               | 5 | 1840年再選 再選に失敗 | 1841年3月4日 – 1847年3月3日 | ホイッグ党 | ジョージ・エヴァンズ | 4 |
| 空席 | 空席 | 空席 | 1843年2月15日 – 1843年12月4日 | | 5 | 27                               | 5 | 1840年再選 再選に失敗 | 1841年3月4日 – 1847年3月3日 | ホイッグ党 | ジョージ・エヴァンズ | 4 |
| 空席 | 空席 | 空席 | 1843年2月15日 – 1843年12月4日 | 28 | 5 |                                  | 5 | 1840年再選 再選に失敗 | 1841年3月4日 – 1847年3月3日 | ホイッグ党 | ジョージ・エヴァンズ | 4 |
| 7 | ジョン・フェアフィールド | 民主党 | 1843年12月4日 – 1847年12月24日 | ウィリアムズの任期を満了するため選出 | 5 |                                  | 5 | 1840年再選 再選に失敗 | 1841年3月4日 – 1847年3月3日 | ホイッグ党 | ジョージ・エヴァンズ | 4 |
| 7 | ジョン・フェアフィールド | 民主党 | 1843年12月4日 – 1847年12月24日 | 1844年 or 1845年再選 死去 | 6 | 29                               | 5 | 1840年再選 再選に失敗 | 1841年3月4日 – 1847年3月3日 | ホイッグ党 | ジョージ・エヴァンズ | 4 |
| 7 | ジョン・フェアフィールド | 民主党 | 1843年12月4日 – 1847年12月24日 | 1844年 or 1845年再選 死去 | 6 | 30                               | 6 | 1846年選出 引退 | 1847年3月4日 – 1853年3月3日 | 民主党 | ジェイムズ・W・ブラッドベリ | 5 |
| 空席 | 空席 | 空席 | 1847年12月24日 – 1848年1月5日 | | 6 | 30                               | 6 | 1846年選出 引退 | 1847年3月4日 – 1853年3月3日 | 民主党 | ジェイムズ・W・ブラッドベリ | 5 |
| 8 | ワイマン・B・S・ムーア | 民主党 | 1848年1月5日 – 1848年6月7日 | フェアフィールドの任期を引き継ぐため任命 後継選出 | 6 | 30                               | 6 | 1846年選出 引退 | 1847年3月4日 – 1853年3月3日 | 民主党 | ジェイムズ・W・ブラッドベリ | 5 |
| 9 | ハンニバル・ハムリン | 民主党 | 1848年6月8日 – 1857年1月7日 | フェアフィールドの任期を満了するため選出 | 6 | 30                               | 6 | 1846年選出 引退 | 1847年3月4日 – 1853年3月3日 | 民主党 | ジェイムズ・W・ブラッドベリ | 5 |
| 9 | ハンニバル・ハムリン | 民主党 | 1848年6月8日 – 1857年1月7日 | フェアフィールドの任期を満了するため選出 | 6 | 31                               | 6 | 1846年選出 引退 | 1847年3月4日 – 1853年3月3日 | 民主党 | ジェイムズ・W・ブラッドベリ | 5 |
| 9 | ハンニバル・ハムリン | 民主党 | 1848年6月8日 – 1857年1月7日 | 1851年再選 メイン州知事就任のため辞職 | 7 | 32                               | 6 | 1846年選出 引退 | 1847年3月4日 – 1853年3月3日 | 民主党 | ジェイムズ・W・ブラッドベリ | 5 |
| 9 | ハンニバル・ハムリン | 民主党 | 1848年6月8日 – 1857年1月7日 | 1851年再選 メイン州知事就任のため辞職 | 7 | 33                               | 7 | 州議会が選出に失敗 | 1853年3月4日 – 1854年2月10日 | 空席 | 空席 | 空席 |
| 9 | ハンニバル・ハムリン | 民主党 | 1848年6月8日 – 1857年1月7日 | 1851年再選 メイン州知事就任のため辞職 | 7 | 33                               | 7 | 空席間の任期を満了するため選出 | 1854年2月10日 – 1864年7月1日 | ホイッグ党 | ウィリアム・フェッセンデン | 6 |
| 9 | ハンニバル・ハムリン | 民主党 | 1848年6月8日 – 1857年1月7日 | 1851年再選 メイン州知事就任のため辞職 | 7 | 34                               | 7 | 空席間の任期を満了するため選出 | 1854年2月10日 – 1864年7月1日 | ホイッグ党 | ウィリアム・フェッセンデン | 6 |
| 空席 | 空席 | 空席 | 1857年1月7日 – 1857年1月16日 | 1851年再選 メイン州知事就任のため辞職 | 7 |                                  | 7 | 空席間の任期を満了するため選出 | 1854年2月10日 – 1864年7月1日 | ホイッグ党 | ウィリアム・フェッセンデン | 6 |
| 10 | エイモス・ノース | 共和党 | 1857年1月16日 – 1857年3月3日 | ハムリンの任期を満了するため選出 | 7 |                                  | 7 | 空席間の任期を満了するため選出 | 1854年2月10日 – 1864年7月1日 | ホイッグ党 | ウィリアム・フェッセンデン | 6 |
| 11 | ハンニバル・ハムリン | 共和党 | 1857年3月4日 – 1861年1月17日 | 1857年選出 副大統領就任のため辞職 | 8 | 35                               | 7 | 空席間の任期を満了するため選出 | 1854年2月10日 – 1864年7月1日 | 共和党 | ウィリアム・フェッセンデン | 6 |
| 11 | ハンニバル・ハムリン | 共和党 | 1857年3月4日 – 1861年1月17日 | 1857年選出 副大統領就任のため辞職 | 8 | 36                               | 8 | 1859年再選 財務長官就任のため辞職 | 1854年2月10日 – 1864年7月1日 | 共和党 | ウィリアム・フェッセンデン | 6 |
| 12 | ロト・モリル | 共和党 | 1861年1月17日 – 1869年3月3日 | ハムリンの任期を満了するため選出 | 8 | 36                               | 8 | 1859年再選 財務長官就任のため辞職 | 1854年2月10日 – 1864年7月1日 | 共和党 | ウィリアム・フェッセンデン | 6 |
| 12 | ロト・モリル | 共和党 | 1861年1月17日 – 1869年3月3日 | ハムリンの任期を満了するため選出 | 8 | 37                               | 8 | 1859年再選 財務長官就任のため辞職 | 1854年2月10日 – 1864年7月1日 | 共和党 | ウィリアム・フェッセンデン | 6 |
| 12 | ロト・モリル | 共和党 | 1861年1月17日 – 1869年3月3日 | 1863年再選 再選に失敗 | 9 | 38                               | 8 | 1859年再選 財務長官就任のため辞職 | 1854年2月10日 – 1864年7月1日 | 共和党 | ウィリアム・フェッセンデン | 6 |
| 12 | ロト・モリル | 共和党 | 1861年1月17日 – 1869年3月3日 | 1863年再選 再選に失敗 | 9 | 38                               | 8 | | 1864年7月1日 – 1864年10月27日 | 空席 | 空席 | 空席 |
| 12 | ロト・モリル | 共和党 | 1861年1月17日 – 1869年3月3日 | 1863年再選 再選に失敗 | 9 | 38                               | 8 | フェッセンデンの任期を引き継ぐため任命 1865年1月11日フェッセンデンの任期を満了するため選出 引退                                                                                   | 1864年10月27日 – 1865年3月3日 | 共和党 | ネイサン・A・ファーウェル | 7 |
| 12 | ロト・モリル | 共和党 | 1861年1月17日 – 1869年3月3日 | 1863年再選 再選に失敗 | 9 | 39                               | 9 | 1864年 or 1865年選出 死去 | 1865年3月4日 – 1869年9月8日 | 共和党 | ウィリアム・フェッセンデン | 8 |
| 12 | ロト・モリル | 共和党 | 1861年1月17日 – 1869年3月3日 | 1863年再選 再選に失敗 | 9 | 40                               | 9 | 1864年 or 1865年選出 死去 | 1865年3月4日 – 1869年9月8日 | 共和党 | ウィリアム・フェッセンデン | 8 |
| 13 | ハンニバル・ハムリン | 共和党 | 1869年3月4日 – 1881年3月3日 | 1869年選出 | 10 | 41                               | 9 | 1864年 or 1865年選出 死去 | 1865年3月4日 – 1869年9月8日 | 共和党 | ウィリアム・フェッセンデン | 8 |
| 13 | ハンニバル・ハムリン | 共和党 | 1869年3月4日 – 1881年3月3日 | 1869年選出 | 10 | 41                               | 9 | | 1869年9月8日 – 1869年10月30日 | 空席 | 空席 | 空席 |
| 13 | ハンニバル・ハムリン | 共和党 | 1869年3月4日 – 1881年3月3日 | 1869年選出 | 10 | 41                               | 9 | フェッセンデンの任期を満了するため任命 1870年1月19日フェッセンデンの任期を満了するため選出                                                                                        | 1869年10月30日 – 1876年7月7日 | 共和党 | ロト・モリル | 9 |
| 13 | ハンニバル・ハムリン | 共和党 | 1869年3月4日 – 1881年3月3日 | 1869年選出 | 10 | 42                               | 10 | 再選年不明 財務長官就任のため辞職 | 1869年10月30日 – 1876年7月7日 | 共和党 | ロト・モリル | 9 |
| 13 | ハンニバル・ハムリン | 共和党 | 1869年3月4日 – 1881年3月3日 | 1869年選出 | 10 | 43                               | 10 | 再選年不明 財務長官就任のため辞職 | 1869年10月30日 – 1876年7月7日 | 共和党 | ロト・モリル | 9 |
| 13 | ハンニバル・ハムリン | 共和党 | 1869年3月4日 – 1881年3月3日 | 1875年再選 引退 | 11 | 44                               | 10 | 再選年不明 財務長官就任のため辞職 | 1869年10月30日 – 1876年7月7日 | 共和党 | ロト・モリル | 9 |
| 13 | ハンニバル・ハムリン | 共和党 | 1869年3月4日 – 1881年3月3日 | 1875年再選 引退 | 11 | 44                               | 10 | | 1876年7月7日 – 1876年7月10日 | 空席 | 空席 | 空席 |
| 13 | ハンニバル・ハムリン | 共和党 | 1869年3月4日 – 1881年3月3日 | 1875年再選 引退 | 11 | 44                               | 10 | モリルの任期を満了するため任命お 1877年1月17日モリルの任期を満了するため選出 | 1876年7月10日 – 1881年3月5日 | 共和党 | ジェイムズ・G・ブレイン | 10 |
| 13 | ハンニバル・ハムリン | 共和党 | 1869年3月4日 – 1881年3月3日 | 1875年再選 引退 | 11 | 45                               | 11 | 1877年選出 国務長官就任のため辞職 | 1876年7月10日 – 1881年3月5日 | 共和党 | ジェイムズ・G・ブレイン | 10 |
| 13 | ハンニバル・ハムリン | 共和党 | 1869年3月4日 – 1881年3月3日 | 1875年再選 引退 | 11 | 46                               | 11 | 1877年選出 国務長官就任のため辞職 | 1876年7月10日 – 1881年3月5日 | 共和党 | ジェイムズ・G・ブレイン | 10 |
| 14 | ユージン・ホール | 共和党 | 1881年3月4日 – 1911年3月3日 | 1881年選出 | 12 | 47                               | 11 | 1877年選出 国務長官就任のため辞職 | 1876年7月10日 – 1881年3月5日 | 共和党 | ジェイムズ・G・ブレイン | 10 |
| 14 | ユージン・ホール | 共和党 | 1881年3月4日 – 1911年3月3日 | 1881年選出 | 12 | 47                               | 11 | | 1881年3月5日 – 1881年3月18日 | 空席 | 空席 | 空席 |
| 14 | ユージン・ホール | 共和党 | 1881年3月4日 – 1911年3月3日 | 1881年選出 | 12 | 47                               | 11 | ブレインの任期を満了するため選出 | 1881年3月18日 – 1911年8月8日 | 共和党 | ウィリアム・P・フライ | 11 |
| 14 | ユージン・ホール | 共和党 | 1881年3月4日 – 1911年3月3日 | 1881年選出 | 12 | 48                               | 12 | 1883年再選 | 1881年3月18日 – 1911年8月8日 | 共和党 | ウィリアム・P・フライ | 11 |
| 14 | ユージン・ホール | 共和党 | 1881年3月4日 – 1911年3月3日 | 1881年選出 | 12 | 49                               | 12 | 1883年再選 | 1881年3月18日 – 1911年8月8日 | 共和党 | ウィリアム・P・フライ | 11 |
| 14 | ユージン・ホール | 共和党 | 1881年3月4日 – 1911年3月3日 | 1887年再選 | 13 | 50                               | 12 | 1883年再選 | 1881年3月18日 – 1911年8月8日 | 共和党 | ウィリアム・P・フライ | 11 |
| 14 | ユージン・ホール | 共和党 | 1881年3月4日 – 1911年3月3日 | 1887年再選 | 13 | 51                               | 13 | 1889年再選 | 1881年3月18日 – 1911年8月8日 | 共和党 | ウィリアム・P・フライ | 11 |
| 14 | ユージン・ホール | 共和党 | 1881年3月4日 – 1911年3月3日 | 1887年再選 | 13 | 52                               | 13 | 1889年再選 | 1881年3月18日 – 1911年8月8日 | 共和党 | ウィリアム・P・フライ | 11 |
| 14 | ユージン・ホール | 共和党 | 1881年3月4日 – 1911年3月3日 | 1893年再選 | 14 | 53                               | 13 | 1889年再選 | 1881年3月18日 – 1911年8月8日 | 共和党 | ウィリアム・P・フライ | 11 |
| 14 | ユージン・ホール | 共和党 | 1881年3月4日 – 1911年3月3日 | 1893年再選 | 14 | 54                               | 14 | 1895年再選 | 1881年3月18日 – 1911年8月8日 | 共和党 | ウィリアム・P・フライ | 11 |
| 14 | ユージン・ホール | 共和党 | 1881年3月4日 – 1911年3月3日 | 1893年再選 | 14 | 55                               | 14 | 1895年再選 | 1881年3月18日 – 1911年8月8日 | 共和党 | ウィリアム・P・フライ | 11 |
| 14 | ユージン・ホール | 共和党 | 1881年3月4日 – 1911年3月3日 | 1899年再選 | 15 | 56                               | 14 | 1895年再選 | 1881年3月18日 – 1911年8月8日 | 共和党 | ウィリアム・P・フライ | 11 |
| 14 | ユージン・ホール | 共和党 | 1881年3月4日 – 1911年3月3日 | 1899年再選 | 15 | 57                               | 15 | 1901年再選 | 1881年3月18日 – 1911年8月8日 | 共和党 | ウィリアム・P・フライ | 11 |
| 14 | ユージン・ホール | 共和党 | 1881年3月4日 – 1911年3月3日 | 1899年再選 | 15 | 58                               | 15 | 1901年再選 | 1881年3月18日 – 1911年8月8日 | 共和党 | ウィリアム・P・フライ | 11 |
| 14 | ユージン・ホール | 共和党 | 1881年3月4日 – 1911年3月3日 | 1905年再選 引退 | 16 | 59                               | 15 | 1901年再選 | 1881年3月18日 – 1911年8月8日 | 共和党 | ウィリアム・P・フライ | 11 |
| 14 | ユージン・ホール | 共和党 | 1881年3月4日 – 1911年3月3日 | 1905年再選 引退 | 16 | 60                               | 16 | 1907年再選 死去 | 1881年3月18日 – 1911年8月8日 | 共和党 | ウィリアム・P・フライ | 11 |
| 14 | ユージン・ホール | 共和党 | 1881年3月4日 – 1911年3月3日 | 1905年再選 引退 | 16 | 61                               | 16 | 1907年再選 死去 | 1881年3月18日 – 1911年8月8日 | 共和党 | ウィリアム・P・フライ | 11 |
| 15 | チャールズ・F・ジョンソン | 民主党 | 1911年3月4日 – 1917年3月3日 | 1911年1月17日選出 再選に失敗 | 17 | 62                               | 16 | 1907年再選 死去 | 1881年3月18日 – 1911年8月8日 | 共和党 | ウィリアム・P・フライ | 11 |
| 15 | チャールズ・F・ジョンソン | 民主党 | 1911年3月4日 – 1917年3月3日 | 1911年1月17日選出 再選に失敗 | 17 | 62                               | 16 | | 1911年8月8日 – 1911年9月23日 | 空席 | 空席 | 空席 |
| 15 | チャールズ・F・ジョンソン | 民主党 | 1911年3月4日 – 1917年3月3日 | 1911年1月17日選出 再選に失敗 | 17 | 62                               | 16 | フライの任期を引き継ぐため任命 1912年4月2日フライの任期を満了するため選出 再選に失敗                                                                                              | 1911年9月23日 – 1913年3月3日 | 民主党 | オウバダイア・ガードナー | 12 |
| 15 | チャールズ・F・ジョンソン | 民主党 | 1911年3月4日 – 1917年3月3日 | 1911年1月17日選出 再選に失敗 | 17 | 63                               | 17 | 1913年1月15日選出 死去 | 1913年3月4日 – 1916年6月16日 | 共和党 | エドウィン・C・バーリー | 13 |
| 15 | チャールズ・F・ジョンソン | 民主党 | 1911年3月4日 – 1917年3月3日 | 1911年1月17日選出 再選に失敗 | 17 | 64                               | 17 | 1913年1月15日選出 死去 | 1913年3月4日 – 1916年6月16日 | 共和党 | エドウィン・C・バーリー | 13 |
| 15 | チャールズ・F・ジョンソン | 民主党 | 1911年3月4日 – 1917年3月3日 | 1911年1月17日選出 再選に失敗 | 17 |                                  | 17 | 1916年6月16日 – 1916年9月12日 | 空席 | 空席 | 空席 | |
| 15 | チャールズ・F・ジョンソン | 民主党 | 1911年3月4日 – 1917年3月3日 | 1911年1月17日選出 再選に失敗 | 17 | バーリーの任期を満了するため選出 | 17 | 1916年9月12日 – 1926年8月23日 | 共和党 | バート・F・ファーナルド | 14 | |
| 16 | フレデリック・ヘイル | 共和党 | 1917年3月4日 – 1941年1月3日 | 1916年選出 | 18 | バーリーの任期を満了するため選出 | 17 | 1916年9月12日 – 1926年8月23日 | 共和党 | バート・F・ファーナルド | 14 | 65 |
| 16 | フレデリック・ヘイル | 共和党 | 1917年3月4日 – 1941年1月3日 | 1916年選出 | 18 | 66                               | 18 | 1916年9月12日 – 1926年8月23日 | 共和党 | バート・F・ファーナルド | 14 | 1918年再選 |
| 16 | フレデリック・ヘイル | 共和党 | 1917年3月4日 – 1941年1月3日 | 1916年選出 | 18 | 67                               | 18 | 1916年9月12日 – 1926年8月23日 | 共和党 | バート・F・ファーナルド | 14 | 1918年再選 |
| 16 | フレデリック・ヘイル | 共和党 | 1917年3月4日 – 1941年1月3日 | 1922年再選 | 19 | 68                               | 18 | 1916年9月12日 – 1926年8月23日 | 共和党 | バート・F・ファーナルド | 14 | 1918年再選 |
| 16 | フレデリック・ヘイル | 共和党 | 1917年3月4日 – 1941年1月3日 | 1922年再選 | 19 | 69                               | 19 | 1916年9月12日 – 1926年8月23日 | 共和党 | バート・F・ファーナルド | 14 | 1924年再選 死去 |
| 16 | フレデリック・ヘイル | 共和党 | 1917年3月4日 – 1941年1月3日 | 1922年再選 | 19 | 69                               | 19 | | 1926年8月23日 – 1926年11月30日 | 空席 | 空席 | 空席 |
| 16 | フレデリック・ヘイル | 共和党 | 1917年3月4日 – 1941年1月3日 | 1922年再選 | 19 | 69                               | 19 | ファーナルドの任期を満了するため選出 引退 | 1926年11月30日 – 1931年3月3日 | 共和党 | アーサー・R・グールド | 15 |
| 16 | フレデリック・ヘイル | 共和党 | 1917年3月4日 – 1941年1月3日 | 1922年再選 | 19 | 70                               | 19 | ファーナルドの任期を満了するため選出 引退 | 1926年11月30日 – 1931年3月3日 | 共和党 | アーサー・R・グールド | 15 |
| 16 | フレデリック・ヘイル | 共和党 | 1917年3月4日 – 1941年1月3日 | 1928年再選 | 20 | 71                               | 19 | ファーナルドの任期を満了するため選出 引退 | 1926年11月30日 – 1931年3月3日 | 共和党 | アーサー・R・グールド | 15 |
| 16 | フレデリック・ヘイル | 共和党 | 1917年3月4日 – 1941年1月3日 | 1928年再選 | 20 | 72                               | 20 | 1930年選出 | 1931年3月4日 – 1949年1月3日 | 共和党 | ウォーレス・H・ホワイトJr. | 16 |
| 16 | フレデリック・ヘイル | 共和党 | 1917年3月4日 – 1941年1月3日 | 1928年再選 | 20 | 73                               | 20 | 1930年選出 | 1931年3月4日 – 1949年1月3日 | 共和党 | ウォーレス・H・ホワイトJr. | 16 |
| 16 | フレデリック・ヘイル | 共和党 | 1917年3月4日 – 1941年1月3日 | 1934年再選 引退 | 21 | 74                               | 20 | 1930年選出 | 1931年3月4日 – 1949年1月3日 | 共和党 | ウォーレス・H・ホワイトJr. | 16 |
| 16 | フレデリック・ヘイル | 共和党 | 1917年3月4日 – 1941年1月3日 | 1934年再選 引退 | 21 | 75                               | 21 | 1936年再選 | 1931年3月4日 – 1949年1月3日 | 共和党 | ウォーレス・H・ホワイトJr. | 16 |
| 16 | フレデリック・ヘイル | 共和党 | 1917年3月4日 – 1941年1月3日 | 1934年再選 引退 | 21 | 76                               | 21 | 1936年再選 | 1931年3月4日 – 1949年1月3日 | 共和党 | ウォーレス・H・ホワイトJr. | 16 |
| 17 | オーウェン・ブリュスター | 共和党 | 1941年1月3日 – 1952年12月31日 | 1940年選出 | 22 | 77                               | 21 | 1936年再選 | 1931年3月4日 – 1949年1月3日 | 共和党 | ウォーレス・H・ホワイトJr. | 16 |
| 17 | オーウェン・ブリュスター | 共和党 | 1941年1月3日 – 1952年12月31日 | 1940年選出 | 22 | 78                               | 22 | 1942年再選 引退 | 1931年3月4日 – 1949年1月3日 | 共和党 | ウォーレス・H・ホワイトJr. | 16 |
| 17 | オーウェン・ブリュスター | 共和党 | 1941年1月3日 – 1952年12月31日 | 1940年選出 | 22 | 79                               | 22 | 1942年再選 引退 | 1931年3月4日 – 1949年1月3日 | 共和党 | ウォーレス・H・ホワイトJr. | 16 |
| 17 | オーウェン・ブリュスター | 共和党 | 1941年1月3日 – 1952年12月31日 | 1946年再選 辞職、辞職時既に予備選で敗北 | 23 | 80                               | 22 | 1942年再選 引退 | 1931年3月4日 – 1949年1月3日 | 共和党 | ウォーレス・H・ホワイトJr. | 16 |
| 17 | オーウェン・ブリュスター | 共和党 | 1941年1月3日 – 1952年12月31日 | 1946年再選 辞職、辞職時既に予備選で敗北 | 23 | 81                               | 23 | 1948年選出 | 1949年1月3日 – 1973年1月3日 | 共和党 | マーガレット・チェイス・スミス | 17 |
| 17 | オーウェン・ブリュスター | 共和党 | 1941年1月3日 – 1952年12月31日 | 1946年再選 辞職、辞職時既に予備選で敗北 | 23 | 82                               | 23 | 1948年選出 | 1949年1月3日 – 1973年1月3日 | 共和党 | マーガレット・チェイス・スミス | 17 |
| 空席 | 空席 | 空席 | 1952年12月31日 – 1953年1月3日 | | 23 |                                  | 23 | 1948年選出 | 1949年1月3日 – 1973年1月3日 | 共和党 | マーガレット・チェイス・スミス | 17 |
| 18 | フレデリック・G・ペイン | 共和党 | January 3, 1953 – January 3, 1959 | 1952年選出 再選に失敗 | 24 | 83                               | 23 | 1948年選出 | 1949年1月3日 – 1973年1月3日 | 共和党 | マーガレット・チェイス・スミス | 17 |
| 18 | フレデリック・G・ペイン | 共和党 | January 3, 1953 – January 3, 1959 | 1952年選出 再選に失敗 | 24 | 84                               | 24 | 1954年再選 | 1949年1月3日 – 1973年1月3日 | 共和党 | マーガレット・チェイス・スミス | 17 |
| 18 | フレデリック・G・ペイン | 共和党 | January 3, 1953 – January 3, 1959 | 1952年選出 再選に失敗 | 24 | 85                               | 24 | 1954年再選 | 1949年1月3日 – 1973年1月3日 | 共和党 | マーガレット・チェイス・スミス | 17 |
| 19 | エドマンド・マスキー | 民主党 | 1959年1月3日 – 1980年5月7日 | 1958年選出 | 25 | 86                               | 24 | 1954年再選 | 1949年1月3日 – 1973年1月3日 | 共和党 | マーガレット・チェイス・スミス | 17 |
| 19 | エドマンド・マスキー | 民主党 | 1959年1月3日 – 1980年5月7日 | 1958年選出 | 25 | 87                               | 25 | 1960年再選 | 1949年1月3日 – 1973年1月3日 | 共和党 | マーガレット・チェイス・スミス | 17 |
| 19 | エドマンド・マスキー | 民主党 | 1959年1月3日 – 1980年5月7日 | 1958年選出 | 25 | 88                               | 25 | 1960年再選 | 1949年1月3日 – 1973年1月3日 | 共和党 | マーガレット・チェイス・スミス | 17 |
| 19 | エドマンド・マスキー | 民主党 | 1959年1月3日 – 1980年5月7日 | 1964年再選 | 26 | 89                               | 25 | 1960年再選 | 1949年1月3日 – 1973年1月3日 | 共和党 | マーガレット・チェイス・スミス | 17 |
| 19 | エドマンド・マスキー | 民主党 | 1959年1月3日 – 1980年5月7日 | 1964年再選 | 26 | 90                               | 26 | 1966年再選 再選に失敗 | 1949年1月3日 – 1973年1月3日 | 共和党 | マーガレット・チェイス・スミス | 17 |
| 19 | エドマンド・マスキー | 民主党 | 1959年1月3日 – 1980年5月7日 | 1964年再選 | 26 | 91                               | 26 | 1966年再選 再選に失敗 | 1949年1月3日 – 1973年1月3日 | 共和党 | マーガレット・チェイス・スミス | 17 |
| 19 | エドマンド・マスキー | 民主党 | 1959年1月3日 – 1980年5月7日 | 1970年再選 | 27 | 92                               | 26 | 1966年再選 再選に失敗 | 1949年1月3日 – 1973年1月3日 | 共和党 | マーガレット・チェイス・スミス | 17 |
| 19 | エドマンド・マスキー | 民主党 | 1959年1月3日 – 1980年5月7日 | 1970年再選 | 27 | 93                               | 27 | 1972年選出 再選に失敗 | 1973年1月3日 – 1979年1月3日 | 民主党 | ウィリアム・ハサウェイ | 18 |
| 19 | エドマンド・マスキー | 民主党 | 1959年1月3日 – 1980年5月7日 | 1970年再選 | 27 | 94                               | 27 | 1972年選出 再選に失敗 | 1973年1月3日 – 1979年1月3日 | 民主党 | ウィリアム・ハサウェイ | 18 |
| 19 | エドマンド・マスキー | 民主党 | 1959年1月3日 – 1980年5月7日 | 1976年再選 国務長官就任のため辞職 | 28 | 95                               | 27 | 1972年選出 再選に失敗 | 1973年1月3日 – 1979年1月3日 | 民主党 | ウィリアム・ハサウェイ | 18 |
| 19 | エドマンド・マスキー | 民主党 | 1959年1月3日 – 1980年5月7日 | 1976年再選 国務長官就任のため辞職 | 28 | 96                               | 28 | 1978年選出 | 1979年1月3日 – 1997年1月3日 | 共和党 | ウィリアム・コーエン | 19 |
| 空席 | 空席 | 空席 | 1980年5月7日 – 1980年5月19日 | | 28 | 96                               | 28 | 1978年選出 | 1979年1月3日 – 1997年1月3日 | 共和党 | ウィリアム・コーエン | 19 |
| 20 | ジョージ・J・ミッチェル | 民主党 | 1980年5月19日 – 1995年1月3日 | マスキーの任期を満了するため任命 | 28 | 96                               | 28 | 1978年選出 | 1979年1月3日 – 1997年1月3日 | 共和党 | ウィリアム・コーエン | 19 |
| 20 | ジョージ・J・ミッチェル | 民主党 | 1980年5月19日 – 1995年1月3日 | マスキーの任期を満了するため任命 | 28 | 97                               | 28 | 1978年選出 | 1979年1月3日 – 1997年1月3日 | 共和党 | ウィリアム・コーエン | 19 |
| 20 | ジョージ・J・ミッチェル | 民主党 | 1980年5月19日 – 1995年1月3日 | 1982年再選 | 29 | 98                               | 28 | 1978年選出 | 1979年1月3日 – 1997年1月3日 | 共和党 | ウィリアム・コーエン | 19 |
| 20 | ジョージ・J・ミッチェル | 民主党 | 1980年5月19日 – 1995年1月3日 | 1982年再選 | 29 | 99                               | 29 | 1984年再選 | 1979年1月3日 – 1997年1月3日 | 共和党 | ウィリアム・コーエン | 19 |
| 20 | ジョージ・J・ミッチェル | 民主党 | 1980年5月19日 – 1995年1月3日 | 1982年再選 | 29 | 100                              | 29 | 1984年再選 | 1979年1月3日 – 1997年1月3日 | 共和党 | ウィリアム・コーエン | 19 |
| 20 | ジョージ・J・ミッチェル | 民主党 | 1980年5月19日 – 1995年1月3日 | 1988年再選 引退 | 30 | 101                              | 29 | 1984年再選 | 1979年1月3日 – 1997年1月3日 | 共和党 | ウィリアム・コーエン | 19 |
| 20 | ジョージ・J・ミッチェル | 民主党 | 1980年5月19日 – 1995年1月3日 | 1988年再選 引退 | 30 | 102                              | 30 | 1990年再選 引退 | 1979年1月3日 – 1997年1月3日 | 共和党 | ウィリアム・コーエン | 19 |
| 20 | ジョージ・J・ミッチェル | 民主党 | 1980年5月19日 – 1995年1月3日 | 1988年再選 引退 | 30 | 103                              | 30 | 1990年再選 引退 | 1979年1月3日 – 1997年1月3日 | 共和党 | ウィリアム・コーエン | 19 |
| 21 | オリンピア・スノー | 共和党 | 1995年1月3日 – 2013年1月3日 | 1994年選出 | 31 | 104                              | 30 | 1990年再選 引退 | 1979年1月3日 – 1997年1月3日 | 共和党 | ウィリアム・コーエン | 19 |
| 21 | オリンピア・スノー | 共和党 | 1995年1月3日 – 2013年1月3日 | 1994年選出 | 31 | 105                              | 31 | 1996年選出 | 1997年1月3日 – 現職 | 共和党 | スーザン・コリンズ | 20 |
| 21 | オリンピア・スノー | 共和党 | 1995年1月3日 – 2013年1月3日 | 1994年選出 | 31 | 106                              | 31 | 1996年選出 | 1997年1月3日 – 現職 | 共和党 | スーザン・コリンズ | 20 |
| 21 | オリンピア・スノー | 共和党 | 1995年1月3日 – 2013年1月3日 | 2000年再選 | 32 | 107                              | 31 | 1996年選出 | 1997年1月3日 – 現職 | 共和党 | スーザン・コリンズ | 20 |
| 21 | オリンピア・スノー | 共和党 | 1995年1月3日 – 2013年1月3日 | 2000年再選 | 32 | 108                              | 32 | 2002年再選 | 1997年1月3日 – 現職 | 共和党 | スーザン・コリンズ | 20 |
| 21 | オリンピア・スノー | 共和党 | 1995年1月3日 – 2013年1月3日 | 2000年再選 | 32 | 109                              | 32 | 2002年再選 | 1997年1月3日 – 現職 | 共和党 | スーザン・コリンズ | 20 |
| 21 | オリンピア・スノー | 共和党 | 1995年1月3日 – 2013年1月3日 | 2006年再選 引退 | 33 | 110                              | 32 | 2002年再選 | 1997年1月3日 – 現職 | 共和党 | スーザン・コリンズ | 20 |
| 21 | オリンピア・スノー | 共和党 | 1995年1月3日 – 2013年1月3日 | 2006年再選 引退 | 33 | 111                              | 33 | 2008年再選 | 1997年1月3日 – 現職 | 共和党 | スーザン・コリンズ | 20 |
| 21 | オリンピア・スノー | 共和党 | 1995年1月3日 – 2013年1月3日 | 2006年再選 引退 | 33 | 112                              | 33 | 2008年再選 | 1997年1月3日 – 現職 | 共和党 | スーザン・コリンズ | 20 |
| 22 | アンガス・キング | 無所属 | 2013年1月3日 – 現職 | 2012年選出 | 34 | 113                              | 33 | 2008年再選 | 1997年1月3日 – 現職 | 共和党 | スーザン・コリンズ | 20 |
| 22 | アンガス・キング | 無所属 | 2013年1月3日 – 現職 | 2012年選出 | 34 | 114                              | 34 | 2014年再選 | 1997年1月3日 – 現職 | 共和党 | スーザン・コリンズ | 20 |
| 22 | アンガス・キング | 無所属 | 2013年1月3日 – 現職 | 2012年選出 | 34 | 115                              | 34 | 2014年再選 | 1997年1月3日 – 現職 | 共和党 | スーザン・コリンズ | 20 |
| 22 | アンガス・キング | 無所属 | 2013年1月3日 – 現職 | 2018年再選 | 35 | 116                              | 34 | 2014年再選 | 1997年1月3日 – 現職 | 共和党 | スーザン・コリンズ | 20 |
| 22 | アンガス・キング | 無所属 | 2013年1月3日 – 現職 | 2018年再選 | 35 | 117                              | 35 | 2020年再選 | 1997年1月3日 – 現職 | 共和党 | スーザン・コリンズ | 20 |
| 22 | アンガス・キング | 無所属 | 2013年1月3日 – 現職 | 2018年再選 | 35 | 118                              | 35 | 2020年再選 | 1997年1月3日 – 現職 | 共和党 | スーザン・コリンズ | 20 |
| 2024年改選予定 | 2024年改選予定 | 2024年改選予定 | 2024年改選予定 | 2024年改選予定 | 36 | 119                              | 35 | 2020年再選 | 1997年1月3日 – 現職 | 共和党 | スーザン・コリンズ | 20 |
| 2024年改選予定 | 2024年改選予定 | 2024年改選予定 | 2024年改選予定 | 2024年改選予定 | 36 | 120                              | 36 | 2026年改選予定 | 2026年改選予定 | 2026年改選予定 | 2026年改選予定 | 2026年改選予定 |
| # | 氏名 | 所属政党 | 在職期間 | 選挙歴 | 任 期 |                                  | 任 期 | 選挙歴 | 在職期間 | 所属政党 | 氏名 | # |
| 第1部 | 第1部 | 第1部 | 第1部 | 第1部 | 第1部 | 第2部                            | 第2部 | 第2部 | 第2部 | 第2部 | 第2部 | |

## 註
1. ↑  http://www.onlinebiographies.info/me/rmm/bradbury-jw.htm
2. 1 2 3 4  Byrd & Wolff, p. 118
3. ↑  http://www.senate.gov/artandhistory/history/common/briefing/senators_appointed.htm